# Carl Gustav Quist
Carl Gustav Quist, född 1787 i Holms socken, död 12 januari 1822 i Stockholm, var en svensk konstnär, tecknare och järnhandelsbiträde.
Quist studerade vid Konstakademien i Stockholm 1802-1808 och medverkade i akademiens utställningar 1810-1815. Hans konst består av fåglar och landskapsmotiv utförda i gouache eller olja. Quist är representerad vid Nationalmuseum med ett antal tecknade landskap.